# Umberto Girometta
Umberto Girometta (Split, 16. julij 1883 – Mosor, 27. april 1939) je bil splitski gimnazijski profesor naravoslovja, planinec, speleolog, geolog, zoolog in fotograf ter promotor lepot Dalmacije.
Najprej se je šolal v domačem kraju, nato pa je odšel študirat naravoslovje na Dunaj. Širino svojega pogleda na naravo, ki si ga je pridobil med študijem, je do konca življenja prenašal na dijake Realne gimnazije v Splitu, kjer je deloval od leta 1908. Tam je poučeval fiziko, zemljepis in naravoslovje, leta 1911 pa je ustanovil jamarski oddelek. Bil je soustanovitelj dveh podružnic Hrvaškega planinskega društva (HPD) — HPD Mosor (1925) in HPD Biokovo. Leta 1927 je s sodelavcem soustanovil Odsek za raziskovanje kraških pojavov, današnji Oddelek za speleologijo HPD Mosor. Bil je tudi soustanovitelj in vodja ter kustos Mestnega prirodoslovnega muzeja v Splitu (od 1924). Skupaj z Jurjem Božićevićem je leta 1911 ustanovil Fotoklub Split.
Temeljito je raziskal jamo Vranjača v splitskem zaledju in o njej objavil številne članke. Leta 1929 je kot najzaslužnejši za njeno ureditev jamo odprl za javnost. Girometta je v nizu raziskav v letih 1934 in 1935 pod plastmi stalagmitov, gline, ilovice in pepela našel kose zgodnjeneolitske, neokrašene in slabo žgane keramike ter ožgane odlomke kosti postdiluvialnih živali. V globljih plasteh je našel rogovje jelena Cervus dama in kosti izumrle vrste jamskega medveda (Ursus spealeus). Girometta je v jami našel novo vrsto slepega jamskega pajka, po njem poimenovanega Stalita giromettai.
V revijah Hrvatski planinar, Novo doba, Novi list, Ribar, Jadranska straža, Jugoslavija, Jadranski dnevnik, Jugoslavenski turizam, Novosti, Glasnik geografskog društva idr. je objavljal številne potopise z lastnimi fotografijami, opisoval turistične znamenitosti Dalmacije, pisal o flori in favni gora v Dalmaciji, meteorologiji, potresih.